# Kanton Verdun-Centre
Kanton Verdun-Centre (fr. Canton de Verdun-Centre) byl francouzský kanton v departementu Meuse v regionu Lotrinsko. Tvořily ho tři obce. Zrušen byl po reformě kantonů 2014.

## Obce kantonu
- Belleray
- Dugny-sur-Meuse
- Verdun (střední část)